# カッコウの卵は誰のもの
『カッコウの卵は誰のもの』（カッコウのたまごはだれのもの）は、東野圭吾の長編サスペンス小説である。
光文社のスポーツ月刊誌『バーサス』の2004年10月号から2005年12月号と2006年2月号と3月号、月刊小説誌『小説宝石』の2006年12月号から2008年2月号に掲載され、2010年1月20日に光文社から単行本が刊行された。掲載中のタイトルは『フェイク』だったが、単行本化に際して改題された。
2013年2月13日には光文社文庫版が刊行された。
2016年春にWOWOWでテレビドラマ化された。

## あらすじ
元オリンピックスキー選手の緋田宏昌は、新世開発スポーツ科学研究所の柚木洋輔から、緋田父子の遺伝子を調べさせてほしいと頼まれるが断る。娘の風美は「カエルの子はカエル」と言われる天才スキーヤーだが、絶対に誰にも知られたくない秘密があったからだ。そんな時、新世開発スキー部に「緋田風美をメンバーから外せ」という脅迫状が届く。柚木が風美の警護に付いて警戒する中、風美が乗るはずだったバスが事故を起こして負傷者が出てしまう。

## 登場人物
緋田 宏昌（ひだ ひろまさ）
スキーの元オリンピック日本代表。緋田風美の父。
緋田 風美（ひだ かざみ）
緋田宏昌と智代の娘。新世開発スキー部所属。Fパターンの遺伝子の持ち主。
緋田 智代（ひだ ともよ）
緋田風美の母。
風美が2歳になる前に自殺した。
柚木 洋輔（ゆずき ようすけ）
新世開発スポーツ科学研究所副所長。遺伝子の研究をしていた元大学准教授。
スポーツ選手の才能を科学的に発掘する目的を持って研究している。
鳥越 伸吾（とりごえ しんご）
新世開発スキー部ジュニアクラブ所属の中学生。Bパターン遺伝子の持ち主。
アーティストになる夢を持ったまま、好きでもないクロスカントリーの練習に参加している。
鳥越 克哉（とりごえ かつや）
鳥越伸吾の父。
登山家で、8000メートル以上の山の無酸素登頂を何度か成功しているが、定職には就いたことがない。
Bパターン遺伝子の持ち主。
上条 伸行（かみじょう のぶゆき）
新潟長岡のケーエム建設社長。
本当の事情を偽ったまま緋田宏昌に接触し、緋田風美にはファンだと言って接近する。
上条 世津子（かみじょう せつこ）
上条伸行の妻。
上条 文也（かみじょう ふみや）
上条伸行の息子で、ケーエム建設常務。骨髄性白血病で入院している。
小田切 竜彦（おだぎり たつひこ）
上条世津子の実弟。ケーエム建設社長秘書。

## 書籍情報
- 単行本：光文社、2010年1月20日発売[3] ISBN 978-4-334-92694-6
- 文庫本：光文社文庫、2013年2月13日発売[1] ISBN 978-4-334-76529-3

## テレビドラマ
2016年3月27日から5月1日まで、WOWOW連続ドラマWの「日曜オリジナルドラマ」で放送された。全6回。主演は土屋太鳳。

### キャスト
- 緋田風美 - 土屋太鳳[2][5][注 1]
- 上条文也 - 本郷奏多[5]
- 柚木洋輔 - 戸次重幸[5]
- 緋田宏昌 - 伊原剛志[5][注 1]
- 今井恵里香 - 真野恵里菜[7]
- 鳥越伸吾 - 高杉真宙[7]
- 和真 - 森永悠希[7]
- 翔太 - 矢野聖人[7]
- 鳥越克哉 - 戸田昌宏
- 上条世津子 ‐ 山下容莉枝
- 小田切竜彦 - 大鶴義丹
- 緋田智代 - 前田亜季
- 森下幸彦 ‐ 宇納佑
- 貝塚浩一 ‐ 望月章男
- 中野聖美 ‐ 銀粉蝶
- 小谷靖弘 ‐ 矢島健一
- 上条伸行 - 浅野和之
- 高倉正仁 - 田村幸士
- 畑中広恵 - 土屋太鳳（2役）

### スタッフ
- 監督 - 耶雲哉治、山下司
- 脚本 - 田辺満
- 音楽 - 山下宏明
- アルペンスキー台本監修 ‐ 皆川賢太郎
- アルペンスキー現場監修 ‐ 田村幸士
- クロスカントリー監修 ‐ 夏見円
- クロスカントリー指導 ‐ 太谷竜樹
- ロケ協力 - 白馬村、白馬村観光局、白馬岩岳スノーフィールド（白馬観光開発）、白馬クロスカントリー競技場、鹿島槍スキー場（鹿島槍スポーツヴィレッジ）、大町市、長野県 ほか
- 技術協力 - バスク、IMAGICA
- 美術協力 - 山崎美術
- 音響効果 - メディアハウスサウンドデザイン
- VFX - マリンポスト
- プロデューサー - 井上衛、渡邉浩仁
- 制作プロダクション - 日テレアックスオン
- 制作著作 - WOWOW

### 放送日程
| 各話 | 放送日 （初回放送日） | サブタイトル     | 演出 |
| ---- | --------------------- | ---------------- | ---- |
| 1    | 3月27日               | 才能という名の羽 |      |
| 2    | 4月03日               | 折れた翼         |      |
| 3    | 4月10日               | 破られた殻       |      |
| 4    | 4月17日               | 舞い降りた秘密   |      |
| 5    | 4月24日               | カッコウの祈り   |      |
| 6    | 5月01日               | 血の飛翔         |      |

| WOWOW 日曜オリジナルドラマ 連続ドラマW       | WOWOW 日曜オリジナルドラマ 連続ドラマW                        | WOWOW 日曜オリジナルドラマ 連続ドラマW |
| 前番組                                       | 番組名                                                        | 次番組                                 |
| -------------------------------------------- | ------------------------------------------------------------- | -------------------------------------- |
| メガバンク最終決戦 (2016年2月14日 - 3月20日) | 東野圭吾「カッコウの卵は誰のもの」 （2016年3月27日 - 5月1日） | 沈まぬ太陽 (2016年5月8日 - 9月25日)    |